# Guillaume Guidé
Guillaume Guidé (Liegi, 7 aprile 1859 – Bruxelles, 19 luglio 1917) è stato un oboista, compositore e direttore teatrale belga.

## Biografia
Formatosi al Conservatorio di Liegi nella generazione di Eugène Ysaÿe e di suo fratello Théo, Guillaume Guidé ottiene a 16 anni un primo premio per l'oboe nella classe di Alphonse Romedenne e nel 1877 una medaglia di vermeil (la più alta distinzione nei conservatori francofoni). In seguito entra a far parte dell'orchestra dell'Association artistique d'Angers, nota per la sua programmazione innovativa,  di cui è presidente onorario Charles Gounod.
Notato da Peter Benoit, nel 1884 è invitato da François-Auguste Gevaert, direttore del Conservatorio di Bruxelles e ispettore del teatro della Monnaie, a occupare un posto di professore al Conservatorio e di oboista solista alla Monnaie e ai Concerts populaires, un'organizzazione concertistica fondata a Bruxelles nel 1865.
Il 2 novembre 1897, Richard Strauss, dimostrando di condividere la sua fama europea di virtuoso d'eccezione, gli offre una sua fotografia con la dedica: Au excellent poète de l'hautbois, Professeur Guillaume Guidé. De son reconnaissant admirateur, Richard Strauss (All'eccellente poeta dell'oboe, Professor Guillaume Guidé, dal suo riconoscente ammiratore Richard Strauss).
Legato agli ambienti dell'avanguardia, Guillaume Guidé entra a far parte del gruppo Les XX (1884-1893) e del successivo gruppo La Libre Esthétique (1894-1914), fondati entrambi da Octave Maus, personalità di primo piano della vita musicale di Bruxelles. Durante le riunioni e i concerti, si appassiona ai compositori belgi, francesi e russi.
Con Eugène Ysaÿe e Maurice Kufferath, partecipa alla fondazione dei Concerti Ysaÿe, serie di concerti incentrati sulla programmazione originale e eclettica di opere sinfoniche di compositori come Beethoven, Schubert, Brahms, Grieg, Wagner, César Franck e Sylvain Dupuis.
Grazie al suo talento di interprete e di organizzatore di concerti, nel 1900 divenne direttore del teatro della Monnaie con Maurice Kufferath. Occuperà questa funzione fino allo scoppio della prima guerra mondiale, lungo un periodo considerato come uno dei più innovativi della storia del Teatro.
Molto occupato da questo ruolo, diminuisce progressivamente le attività di interprete e di insegnante al Conservatorio, incarico che abbandonerà definitivamente nel 1910.